# Ledian Memushaj
Ledian Memushaj, né le 7 décembre 1986 à Vlora, est un footballeur international albanais qui évoluait au poste de milieu de terrain.

## Carrière
Ledian Memushaj joue son premier match international le 17 novembre 2010 en remplaçant Klodian Duro à la 63e minute d'un match amical contre la Macédoine.
Le 11 octobre 2015, il inscrit son premier but en sélection, lors d'un match contre l'Arménie rentrant dans le cadre des éliminatoires de l'Euro 2016. Par la suite, le 29 mars 2016, il est capitaine de l'équipe à l'occasion d'un match amical face au Luxembourg.
Il est retenu par le sélectionneur Gianni De Biasi afin de participer à l'Euro 2016 organisé en France. Ce sera la première fois de son histoire que l'équipe nationale albanaise prend part à une compétition internationale de football. L'Albanie sera éliminée dès le premier tour.

## Statistiques
| Saison                | Club                              | Championnat           | Championnat | Championnat | Coupe(s) nationale(s) | Coupe(s) nationale(s) | Albanie | Albanie | Total | Total |
| Saison                | Club                              | Division              | M.          | B.          | M.                    | B.                    | M.      | B.      | M.    | B.    |
| 2010-2011             | Chievo Vérone                     | Serie A               | -           | -           | 3                     | 0                     | 1       | 0       | 4     | 0     |
| 2010-2011             | Calcio Portogruaro-Summaga (prêt) | Serie B               | 15          | 2           | -                     | -                     | 1       | 0       | 16    | 2     |
| 2011-2012             | Carpi FC                          | Serie C               | 31          | 8           | 6                     | 1                     | -       | -       | 37    | 9     |
| 2012-2013             | US Lecce                          | Serie C               | 29+3        | 3           | 5                     | 2                     | 1       | 0       | 38    | 5     |
| 2013-2014             | Carpi FC (prêt)                   | Serie B               | 33          | 8           | 1                     | 0                     | 2       | 0       | 36    | 8     |
| 2014-2015             | Delfino Pescara (prêt)            | Serie B               | 30+5        | 6+1         | 1                     | 0                     | 4       | 0       | 40    | 7     |
| 2015-2016             | Delfino Pescara                   | Serie B               | 30+2        | 11          | 1                     | 0                     | 7       | 0       | 40    | 11    |
| 2016-2017             | Delfino Pescara                   | Serie A               | 36          | 1           | 2                     | 0                     | 8       | 1       | 46    | 2     |
| 2018-2019             | Delfino Pescara                   | Serie B               | 35+2        | 2           | 2                     | 0                     | 7       | 0       | 46    | 2     |
| 2019-2020             | Delfino Pescara                   | Serie B               | 35+2        | 4           | 2                     | 0                     | 4       | 0       | 43    | 4     |
| 2020-2021             | Delfino Pescara                   | Serie B               | 21          | 1           | 1                     | 0                     | 4       | 0       | 26    | 1     |
| 2021-2022             | Delfino Pescara                   | Serie C               | 27+3        | 2+1         | 1                     | 0                     | -       | -       | 31    | 3     |
| Sous-total            | Sous-total                        | Sous-total            | 228         | 29          | 10                    | 0                     | 34      | 1       | 272   | 30    |
| 2017-2018             | Bénévent Calcio (prêt)            | Serie A               | 17          | 0           | -                     | -                     | 5       | 0       | 22    | 0     |
| Total sur la carrière | Total sur la carrière             | Total sur la carrière | 356         | 50          | 25                    | 3                     | 44      | 1       | 425   | 54    |